# Svjatoslav Vladimirovič Loginov
Svjatoslav Vladimirovič Loginov (pravo ime Vitman) [svjatosláv vladímirovič lóginov / vítman] (rusko Святосла́в Влади́мирович Ло́гинов / Ви́тман), ruski pisatelj, * 9. oktober 1951, Vorošilov, Sovjetska zveza (danes Usurijsk, Primorski kraj, Rusija).
Loginov ustvarja na področju znanstvene fantastike.

## Življenje
Loginov je od leta 1952 živel v Sankt Peterburgu. Diplomiral je na Kemijski fakulteti Leningrajske državne univerze (LGU). Bil je znanstveni sodelavec v NII in opravljal različna dela (inženirska, nakladaška), ter bil učitelj kemije.
Svoje prvo delo Po gobe (По грибы) je objavil s pravim imenom v reviji Uralskij sledopit (Уральский следопыт) leta 1975. Na prigovarjanje drugih si je spremenil ime. Vzel je dekliški priimek svoje matere. Njegove pripovedi so redno izhajale v različnih revijah in zbornikih.
Leta 2008 je prejel nagrado Aelita, leta 2003 nagrado Popotnik (Странник), leta 1995, 1998, 1999 in 2006 nagrado Interpresskon, leta 1995 književno nagrado Aleksandra Beljajeva in leta 1983 nagrado Veliki prstan (Великое кольцо).

## Izbrana dela
- Zgodba o pravljični zveri (Быль о сказочном звере) (1990), fantastične pripovedke,
- Ali si edini (Если ты один) (1990), fantastične povesti in pripovedke,
- Mnogoroki bog dalajna (Многорукий бог далайна) (1994), fantastični roman,
- Straža Prelaza (Страж Перевала) (1996), fantastične povesti in pripovedke,
- Črna kri (Чёрная кровь) (1996), fantastični roman, skupaj s Perumovom,
- Vodnjak (Колодезь), (1997), roman,
- Zemeljske poti (Земные пути) (1999), fantastični roman,
- Črni tornado (Чёрный смерч) (1999), fantastični roman,
- Železni vek (Железный век) (2001), pripovedi,
- Med življenja (Мёд жизни) (2001), pripovedi,
- Kvartač (Картёжник) (2001), fantastična dela,
- Svetloba v okencu (Свет в окошке) (2003), fantastični roman,
- Imperijske čarovnice (Имперские ведьмы) (2004), roman,
- Po široki poti (Дорогой широкой) (2005), roman,
- Rusija za oblakom (Россия за облаком)  (2007), roman.